# کاسرلا

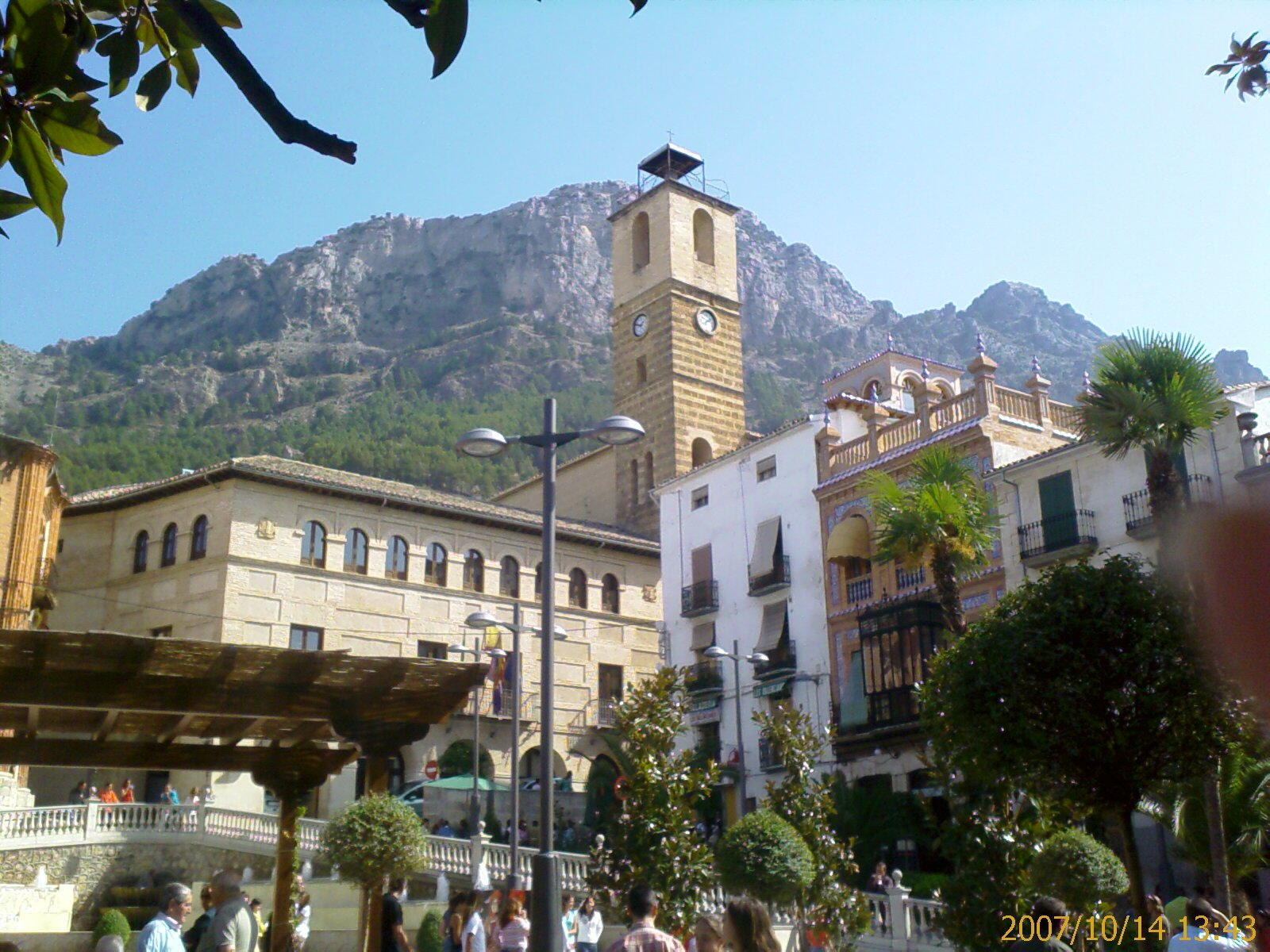
اِل هوئِبو(El Huevo) میدان مرکزی کاسُرلا.

کاسُرلا (به اسپانیایی: Cazorla) یکی از دهستان‌های استان خائن در کشور اسپانیا است. این شهر با مساحت ۳۰۳ کیلومتر مربع، ۷۹۸۴ تن جمعیت دارد.